# Episodi di Killing Eve (prima stagione)
La prima stagione della serie televisiva Killing Eve, composta da 8 episodi, è stata trasmessa negli Stati Uniti su BBC America dall'8 aprile al 27 maggio 2018.
In Italia la stagione viene distribuita su TIMvision dal 15 ottobre al 26 novembre 2018.
| n° | Titolo originale               | Titolo italiano              | Prima TV USA   | Pubblicazione Italia |
| -- | ------------------------------ | ---------------------------- | -------------- | -------------------- |
| 1  | Nice Face                      | Bel viso                     | 8 aprile 2018  | 15 ottobre 2018      |
| 2  | I'll Deal with Him Later       | Mi occuperò di lui più tardi | 15 aprile 2018 | 15 ottobre 2018      |
| 3  | Don't I Know You?              | Ci conosciamo?               | 22 aprile 2018 | 22 ottobre 2018      |
| 4  | Sorry Baby                     | Scusa piccola                | 29 aprile 2018 | 29 ottobre 2018      |
| 5  | I Have a Thing About Bathrooms | Ho un debole per i bagni     | 6 maggio 2018  | 5 novembre 2018      |
| 6  | Take Me to the Hole!           | Portatemi nella fossa        | 13 maggio 2018 | 12 novembre 2018     |
| 7  | I Don't Want to Be Free        | Non voglio essere libera     | 20 maggio 2018 | 19 novembre 2018     |
| 8  | God, I'm Tired                 | Dio, sono stanca             | 27 maggio 2018 | 26 novembre 2018     |

## Bel viso
- Titolo originale: Nice Face
- Diretto da: Harry Bradbeer
- Scritto da: Phoebe Waller-Bridge

### Trama
Londra. L'agente dell'MI5 Eve Polastri è convocata assieme ai colleghi per un'improvvisa riunione di sabato mattina; all'incontro è presente anche Carolyn Martens dell'MI6, la sezione di spionaggio internazionale in cui Eve preferirebbe lavorare, anziché restare all'MI5 a svolgere mansioni d'ufficio. Oggetto della riunione è l'omicidio di Victor Kedrin, politico russo coinvolto in un traffico di escort, avvenuto a Vienna; l'unica testimone del delitto è la fidanzata Kasia Molkovska, la quale non è ancora nelle condizioni psicologiche ideali per poter essere loro d'aiuto. L'unica cose che Eve può fare è registrare le farneticazioni di Kasia e farle ascoltare a suo marito Niko, di origini polacche, il quale traduce che Kedrin è stato ucciso da una donna.
Parigi. Di ritorno al suo appartamento dopo l'omicidio commesso a Vienna, Villanelle è accolta da Konstantin, l'uomo che fa da intermediario tra lei e l'organizzazione per cui lavorano, con un nuovo incarico da svolgere in Toscana. Qui la giovane killer uccide il boss mafioso Cesare Greco durante i festeggiamenti del proprio anniversario di matrimonio, attirandolo in trappola con l'aiuto involontario del nipotino e uccidendolo con uno spillone per capelli. Konstantin informa Villanelle dell'esistenza di una testimone del delitto da lei commesso a Vienna, quindi deve precipitarsi a Londra per eliminare Kasia Molkovska prima che possa fornire il suo identikit agli agenti britannici.
Londra. Inascoltata dai superiori che non credono alla teoria della killer donna, Eve decide di muoversi in autonomia e si reca nell'ospedale in cui è ricoverata Kasia, facendosi accompagnare da un ragazzo polacco di nome Dominik che le farà da traduttore. Eve e Villanelle si incontrano casualmente nel bagno attiguo alla stanza di Kasia; Villanelle, travestita da infermiera, consiglia a Eve di portare i capelli sciolti perché le stanno meglio. Villanelle compie una vera e propria carneficina, uccidendo Kasia, il personale medico e le guardie che piantonavano la camera; gli unici sopravvissuti sono Eve, la quale si trovava in bagno, e Domink, andato nel frattempo a prendere da bere. Eve è incolpata dell'accaduto dal direttore dell'MI5 Frank Haleton, a cui risponde in malo modo perché si è rifiutato di ammettere che aveva ragione lei sul fatto che la killer fosse una donna; Eve viene licenziata, ma trova il sostegno del suo superiore Bill Pargrave che le dà fiducia e segue il suo stesso destino. Chiusa la porta dell'MI5, per Eve si apre il tanto agognato portone dell'MI6, poiché Carolyn Martens vuole che lavori per lei. 
- Ascolti USA: telespettatori 423.000 – rating 18-49 anni 0,10%[4]

## Mi occuperò di lui più tardi
- Titolo originale: I'll Deal with Him Later
- Diretto da: Harry Bradbeer
- Scritto da: Phoebe Waller-Bridge

### Trama
Londra. Eve è introdotta da Carolyn nel quartier generale da cui opereranno nelle indagini sulla donna serial killer, restando positivamente colpita dal fatto che Carolyn ha scelto di partire dal suo meticoloso lavoro. Il gruppo di lavoro comprende, oltre a Bill Pargrave, la fidata assistente di Eve all'MI5 Elena Felton e il giovane hacker Kenny Stowton.
Parigi. Temporaneamente sospesa dal servizio dopo la mattanza compiuta a Londra, rea di aver attirato troppo l'attenzione, Villanelle deve sottoporsi a una valutazione psichiatrica; l’esito della visita non è positivo, in particolare dopo che il dottore ha menzionato una certa Anna. Nonostante sia ancora inabile al servizio, Villanelle decide di andare ugualmente in missione ad avvelenare la famosa imprenditrice dei profumi Carla De Mann. Konstantin rimprovera Villanelle per avergli disobbedito, informandola che l'MI6 britannico sta indagando su di lei dopo quanto accaduto a Londra.
Nello stesso momento Eve e Villanelle si riconoscono a vicenda per essersi incontrate in ospedale a Londra.
- Ascolti USA: telespettatori 371.000 – rating 18-49 anni 0,07%[5]

## Ci conosciamo?
- Titolo originale: Don't I Know You?
- Diretto da: Jon East
- Scritto da: Vicky Jones

### Trama
Londra. Eve fornisce l'identikit di Villanelle, abbondando in dettagli specifici che potrebbero alludere a un recondito interesse sessuale nei confronti del suo bersaglio.
Berlino. Fingendosi infermiera di una clinica sessuale, Villanelle uccide il diplomatico cinese Zhang Wu dopo essersi presentata come Eve Polastri. Eve parte alla volta di Berlino, facendosi accompagnare da Bill che vanta un'esperienza di otto anni trascorsi come spia nella capitale tedesca. Il referto autoptico del decesso di Wu, formalmente ucciso con il monossido di carbonio, è tra le mani dell'agente cinese Jin Yeong. Villanelle si è impossessata della valigia di Eve, rivelando di provare anche lei un'anomala attrazione verso la propria nemica, tanto da iniziare una relazione con una donna canadese che ricorda molto la stessa Eve.
Yeong afferma che Wu è morto per un infarto e invita Eve a cena per fornirle ulteriori informazioni; mentre sta facendo shopping in vista dell'appuntamento, Eve è avvicinata da Villanelle che, fingendosi una commessa dello store, le suggerisce una cintura da abbinare all'abito scelto su cui però è installata una microspia. Bill riconosce Villanelle perché indossa una sciarpa di Eve e decide di pedinarla fino a un night club; Eve intanto apprende da Yeong dell'esistenza di una talpa legata all'omicidio di Wu. Terminata la cena, Eve ascolta i messaggi lasciati da Bill e si precipita al night club, dove purtroppo non fa in tempo a intervenire prima che Villanelle accoltelli ripetutamente il partner.
- Ascolti USA: telespettatori 388.000 – rating 18-49 anni 0,08%[6]

## Scusa piccola
- Titolo originale: Sorry Baby
- Diretto da: Jon East
- Scritto da: George Kay

### Trama
Parigi. Konstantin rimprovera Villanelle per l'omicidio di Bill, ennesima iniziativa non autorizzata che sta compromettendo la loro attività; pertanto, nel prossimo incarico dovrà lavorare in team con altri due agenti.
Londra. Sopraffatta dal dolore per il funerale di Bill, Eve è logorata dalla sete di vendetta verso Villanelle che nel frattempo si è premurata di recapitarle una valigia contenente abiti firmati e un profumo chiamato La Villanelle. L’analisi dei documenti forniti da Yeong rivelano diversi versamenti a una preparatory school del Buckinghamshire in cui studiano i figli di Frank Haleton; quest'ultimo è anche il nuovo bersaglio di Villanelle, costretta a operare insieme ai colleghi Diego e Nadia. Fallito l'inseguimento a Frank, Diego e Nadia se la prendono con Villanelle, chiamandola Oksana e minacciando di ucciderla; Nadia però tradisce Diego e lo uccide, essendo in combutta con Villanelle sin dall'inizio nonostante l'apparente astio. A sua volta Villanelle elimina Nadia, investendola con la macchina.
Frank riesce a raggiungere l’automobile in cui lo sta aspettando Eve, ma quando vede Villanelle la donna si paralizza e non parte.
- Ascolti USA: telespettatori 503.000 – rating 18-49 anni 0,11%[7]

## Ho un debole per i bagni
- Titolo originale: I Have a Thing About Bathrooms
- Diretto da: Jon East
- Scritto da: Phoebe Waller-Bridge

### Trama
Eve e Villanelle hanno un breve confronto, durante il quale la russa ha sparato a terra per poi dileguarsi. Frank dichiara di essere stato avvicinato da un gruppo chiamato I Dodici, disposto a pagare le spede mediche alla defunta moglie in cambio di informazioni sull'indagine dell'MI6, oltre al fatto che uno membri del commando incaricato di ucciderlo si chiama Oksana. Carolyn informa Eve che sulla scena del delitto è stato ritrovato soltanto il cadavere di Diego, mentre quello di Nadia è scomparso.
Il DNA trovato sulla valigia persa da Eve a Berlino corrisponde a quello di Oksana Astankova, una ragazza russa finita in carcere per aver evirato un uomo; la stessa Oksana risulta tuttavia morta da quattro anni. Eve si ritrova Villanelle in casa propria, ma la giovane vuole soltanto parlare per metterla in guardia dai Dodici; la strana calma salta quando Villanelle definisce Bill un intralcio ai suoi piani e il rientro di Niko e Dominik mette in fuga la russa. Eve si precipita a casa di Carolyn, dove scopre che Kenny è suo figlio, per avvertirla che Villanelle le ha sottratto il cellulare in cui era contenuto l'indirizzo del nascondiglio di Frank; purtroppo Villanelle le ha precedute, lasciando il cadavere di Haleton vestito con abiti femminili ed evirato.
Villanelle racconta a Konstantin la sua versione dei fatti, affermando che è stato Diego a investire Nadia; Konstantin le rivela che la vera Nadia è ancora viva e si trova in Russia.
- Ascolti USA: telespettatori 518.000 – rating 18-49 anni 0,13%[8]

## Portatemi nella fossa
- Titolo originale: Take Me to the Hole!
- Diretto da: Damon Thomas
- Scritto da: George Kay

### Trama
Londra. Kenny ha scoperto che la vera Nadia è stata prelevata dall'intelligence russa e tradotta in un carcere di Mosca, lo stesso in cui era morta Oksana Astankova. Eve ha una violenta discussione con Niko, dopo che questi le ha mostrato il giornale in cui si parla della morte di Frank e chiesto sarcasticamente quante altre persone dovranno morire in quest'assurda macchinazione.
Mosca. Villanelle si fa incarcerare per uccidere Nadia prima che possa parlare con gli agenti britannici, forte di un accordo con Konstantin che la tirerà fuori a missione compiuta. Eve e Carolyn raggiungono Vlad, un contatto di quest'ultima nei servizi segreti russi, per fissare l'incontro con Nadia; a loro si unisce Konstantin, il quale dà segno di conoscere molto bene Carolyn. Konstantin pilota la testimonianza di Nadia, impedendole di menzionare a Eve e Carolyn la sostituzione avvenuta tra lei e Oksana. Nel frattempo, Villanelle scatena una rissa in sala mensa per poter essere condotta dal dottor Marat, il contatto di Konstantin che dovrà poi aiutarla a uscire, il quale le dà appuntamento per l'indomani nella Buca.
Carolyn confessa a Eve di avere una relazione segreta con Vlad, anche se lui non l'ha ancora perdonata per alcuni trascorsi del passato. Kenny avvisa Eve di aver trovato delle lettere spedite da Konstantin a sua madre. Villanelle uccide Nadia, ma quando è portata nella Buca il dottor Marat la tradisce, dicendo di non conoscere Konstantin.
- Ascolti USA: telespettatori 537.000 – rating 18-49 anni 0,14%[9]

## Non voglio essere libera
- Titolo originale: I Don't Want to Be Free
- Diretto da: Damon Thomas
- Scritto da: Rob Williams

### Trama
Eve chiede di poter incontrare la detenuta che ha ucciso Nadia, ma Konstantin oppone un netto rifiuto e la invita, nemmeno troppo velatamente, a lasciare la Russia. Nel frattempo, anche Kenny è arrivato a Mosca e viene invitato dalla madre Carolyn a tornare a casa con Eve, mentre lei dovrà trattenersi per non meglio precisati "affari". Dopo mille peripezie Villanelle viene liberata dalla Buca e condotta al cospetto di Anton, il quale si presenta come il sostituto di Konstantin, a cui d'ora in avanti dovrà fare rapporto; ricevuti un nuovo incarico e una pistola, Villanelle usa l'arma per uccidere Anton, scoprendo in seguito che il prossimo bersaglio è proprio Konstantin.
Eve incontra Anna, menzionata più volte da Oksana-Villanelle, scoprendo che era la sua insegnante di lingue con cui ha avuto una relazione molto simile a quella vissuta con lei; Anna riconosce Konstantin come l'uomo che le ha comunicato la morte di Oksana. Villanelle vuole concedere a Konstantin il privilegio di scegliere come morire, ammettendo di non conoscere l'identità dei Dodici; Konstantin colpisce Villanelle con il bicchiere contenente il cocktail letale e scappa in barca. Kenny è riuscito ad hackerare la prigione, accedendo a immagini in cui si vede Villanelle entrare in parlatorio per vedere Carolyn.
- Ascolti USA: telespettatori 485.000 – rating 18-49 anni 0,11%[10]

## Dio, sono stanca
- Titolo originale: God, I'm Tired
- Diretto da: Damon Thomas
- Scritto da: Phoebe Waller-Bridge

### Trama
Villanelle tiene Konstantin e la sua famiglia sotto sequestro. Tornata a casa di Anna per recuperare un passaporto falso, Villanelle ci trova la sua ex insegnante con una pistola in mano che usa per suicidarsi. Villanelle contatta Eve per fissare un incontro al Cafe Radozhny in cui scambiare gli ostaggi; Villanelle spara a Konstantin e fugge, con Eve che non ha avuto il coraggio di spararle.
Il team di Eve è riuscito a scovare l'appartamento di Villanelle a Parigi. Eve vi si reca per chiudere i conti con la russa e, non trovandola in casa, comincia a metterlo in disordine; quando arriva Villanelle, Eve le propone di interrompere le loro ostilità per confidarsi la sempre più evidente attrazione reciproca. Le due donne si sdraiano sul letto, quando Eve trafigge Villanelle con un coltello; quest'ultima riesce faticosamente a trascinarsi fuori.
- Ascolti USA: telespettatori 701.000 – rating 18-49 anni 0,13%[11]